# Superkupa Shqiptar 2012
La Superkupa Shqiptar 2012 è stata la 19ª edizione della supercoppa albanese.
Come nella stagione precedente la partita fu disputata dallo Skënderbeu, vincitore del campionato, e dal KF Tirana, vincitore della coppa.
Questa edizione si giocò al Qemal Stafa Stadium di Tirana e vinse il KF Tirana 2-1.
Per la squadra della capitale è il decimo titolo e secondo consecutivo vinto grazie ad un'autorete segnata all'ultimo minuto.

## Tabellino
| Arbitro: | Enea Jorgji |

|           |           |                           |
| Plaku 51’ | Marcatori | 40’ Taku 90’ (aut.) Radaš |